# ヘンリー・オブライエン (第8代トモンド伯爵)

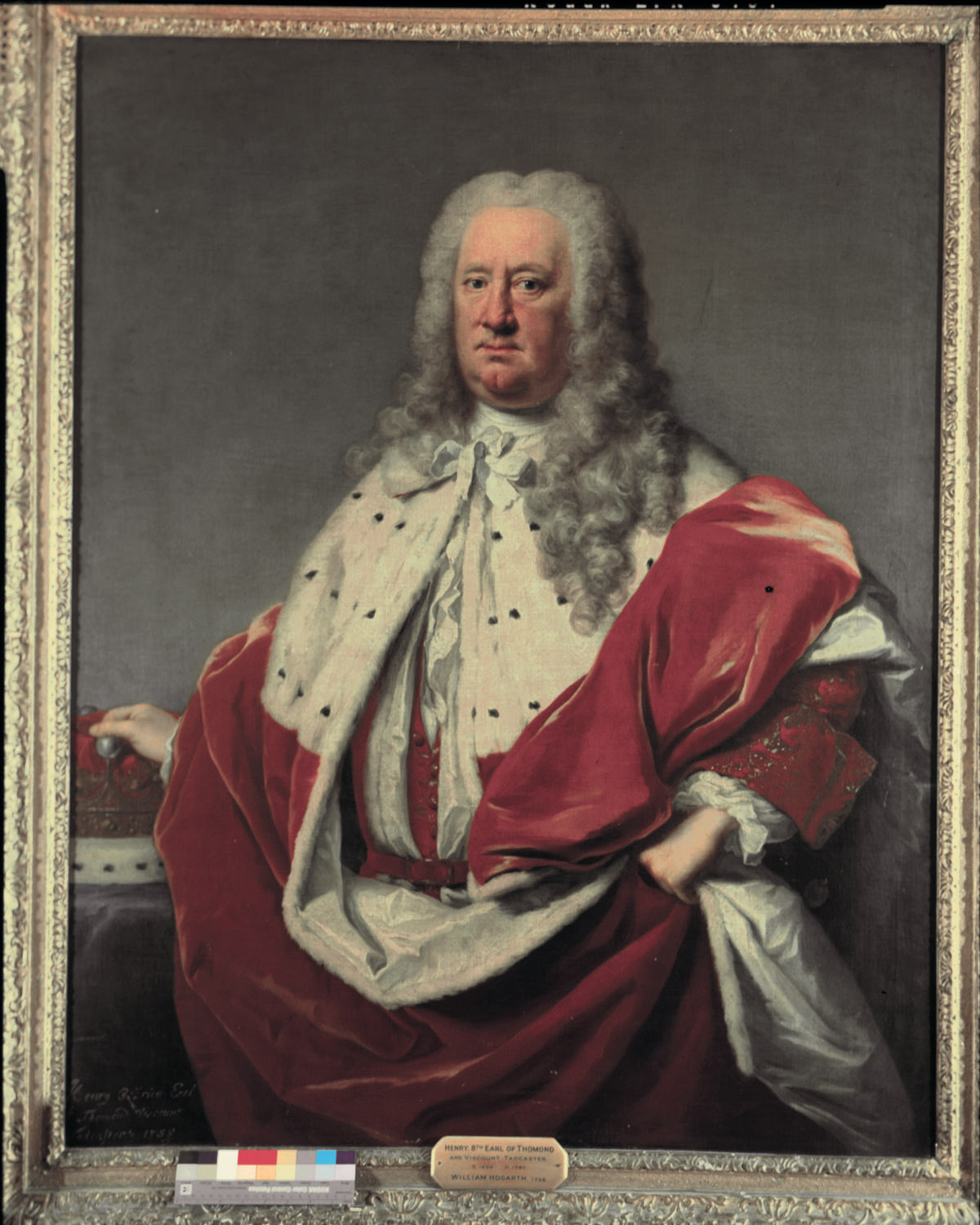
1730年頃の第8代トモンド伯爵

第8代トモンド伯爵ヘンリー・オブライエン（英語: Henry O'Brien, 8th Earl of Thomond PC (Ire)、1688年8月14日 – 1741年4月20日 ダブリン）は、イギリスの政治家、アイルランド貴族。

## 生涯
オブライエン卿ヘンリー・ホレイショ・オブライエン（Henry Horatio O'Brien, Lord O'Brien、1670年頃 – 1690年7月10日、第7代トモンド伯爵ヘンリー・オブライエンの息子）とヘンリエッタ・サマセット（Henrietta Somerset、1669年頃 – 1715年8月10日、初代ボーフォート公爵ヘンリー・サマセットの娘）の息子として、1688年8月14日に生まれた。1690年に父が亡くなり、1691年5月2日に父方の祖父が死去すると、わずか2歳でトモンド伯爵の爵位を継承した。
1705年初に母が第6代サフォーク伯爵ヘンリー・ハワードと再婚すると、母方の祖母やオーモンド公爵夫婦はトモンド伯爵を母と継父から引き離そうとしたが、失敗に終わったという。
1707年6月4日、エリザベス・シーモア（Elizabeth Seymour、1685年 – 1734年4月2日、第6代サマセット公爵チャールズ・シーモアの娘）と結婚した。
1709年にサイレンセスター選挙区で行われた補欠選挙で落選した後、1710年イギリス総選挙で継父の影響力を借りてアランデル選挙区から出馬して当選した。議会ではホイッグ党の一員として「スペインなくして講和なし」の動議に賛成（1711年12月）、リチャード・スティールの議会追放動議（1714年3月）に反対票を投じた。1714年10月19日にグレートブリテン貴族であるヨークシャーにおけるタッドキャスターのタッドキャスター子爵に叙され、同年にクレア県総督、カーロウ県総督、アイルランド枢密院の枢密顧問官（1735年に再任）に任命された。グレートブリテン貴族院には1715年3月21日にはじめて登院、1737年6月21日が最後の登院となった。
1717年、ケンブリッジ大学よりLL.D.の学位を授与された。
1722年から1741年までエセックス統監を務めた。
1741年4月20日にダブリンで死去、リムリック聖堂に埋葬された。息子がおらずタッドキャスター子爵の爵位は断絶、トモンド伯爵の爵位は本来ならば第3代トモンド伯爵コナー・オブライエンまで辿っての分流である第6代クレア子爵チャールズ・オブライエンが継承するはずだったが、その父方の祖父である第3代クレア子爵ダニエル・オブライエンが私権剥奪（attainder）され爵位を没収されていたため、トモンド伯爵の爵位も同様に没収され継承できなかった。1761年にチャールズ・オブライエンが死去、1774年にその息子チャールズも死去すると、トモンド伯爵の爵位は私権剥奪の有無にかかわらず断絶した。一方、遺産についてはチャールズ・オブライエンに2万ポンド残したほかは妻の妹の息子パーシー・ウィンダムが継承、パーシーは1756年にトモンド伯爵（第2期）に叙された。